# Regañá

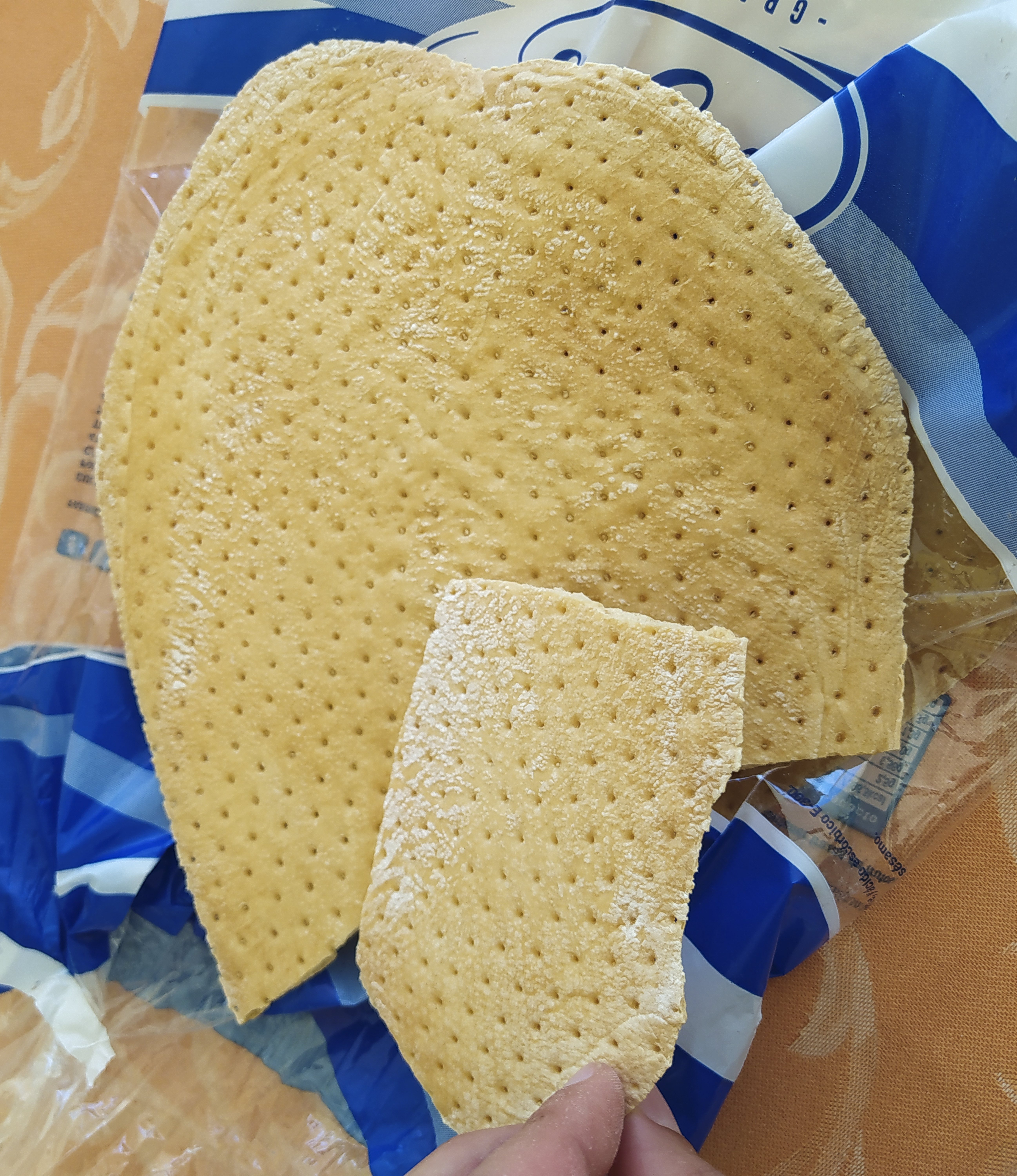
La regañá original es fina, dura, plana, punteada y ligeramente enharinada.

La regañá es una torta de pan de forma elíptica, muy fina y muy crujiente, de apariencia dorada, que se produce en el área de Sevilla, España, aunque popularizada en otras zonas del país. La regañá tiene su origen en Alcalá de Guadaíra, antigua villa abastecedora de pan de la capital andaluza. Otras preparaciones similares en España son los picos, también de origen andaluz, la galleta forta ibicenca, o las rosquillas de Alhama de Almería. 
La regaña acompaña las comidas diarias, las tapas y los aperitivos locales. Existen de varios formatos, así como sabores, con ajonjolí (nombre andaluz para el sésamo), etc.; suelen ser fabricadas por los panaderos y venderse en las panaderías, y existen máquinas específicas para fabricarlas.

## Origen
Según el somelier David de Castro, «La regañá, un producto típico andaluz, cuyo origen se remonta unos mil años atrás cuando se descubre que, al someter sopas de cereal a un calor excesivo, se obtenía un alimento con bajo contenido en agua, que permitía ser almacenado durante mucho tiempo en los largos viajes que se hacían antiguamente».
La regañá guarda relación con las galletas o bizcochos de mar, de las cuales Sevilla era un centro de producción importante. Estas preparaciones de pan duro, que eran llamadas indistintamente galletas o bizcochos, fueron la base de la alimentación en los barcos, porque a diferencia del pan normal, podían conservarse durante semanas. Si se aislaban adecuadamente de la humedad marina, eran imperecederas. Las regañadas son una herencia directa de estas galletas o bizcochos de mar, y que durante la Era de los Descubrimientos acompañaron a marineros, exploradores y conquistadores en sus largas travesías marítimas. Su origen geográfico no está confirmado del todo, aunque se le asocia a Alcalá de Guadaíra, ciudad al este de Sevilla conocida por su tradición panadera – tanto así que llegó a ser conocida como «Alcalá de los Panaderos». La regañá se produce en panaderías desde Salteras hasta Córdoba.
El nombre proviene del sonido que provoca al ser mordida (y de ahí la expresión «a regañadientes»), y en otros lugares hispanos regañada hace referencia a preparaciones de pan que también son finas y crujientes, como las regañadas mexicanas. La Real Academia también acepta válida la forma regañada para referirse a la preparación sevillana, aunque localmente es poco habitual llamarla así. No debe confundirse con el regañao de Teruel.

## Elaboración
Se mezclan la harina de trigo con agua, sal y masa madre (del día anterior) y se amasa hasta formar una masa homogénea, para acto seguido refinarla con un rodillo haciendo varios pliegues, hasta que la masa esté dúctil y sedosa. Se procede a dividir la masa, bolear y fermentar entre 2 y 3 horas. Pasado este tiempo, las bolas de masa se vuelven a estirar con el rodillo formando una elipse de un antebrazo de larga y no más de 1 mm de grosor. Antes de meterse al horno se pinchan, y se cuecen sin vapor por unos 12-14 minutos a 190 °C.